# حكيم بن داود
حكيم بن داود بن حكيم هو راوي شيعي وهو من مشايخ ابن قولويه صاحب كتاب كامل الزيارات، ويشتهر لكونه أحد رواة زيارة عاشوراء.

## أقوال العلماء فيه
- وثقه تلميذه ابن قولويه القمي حيث قال: «لكن ما وقع لنا من جهة الثقات من أصحابنا رحمهم الله برحمته، ولا أخرجت فيه حديثا روي عن الشذاذ من الرجال، يؤثر ذلك عنهم عن المذكورين غير المعروفين بالرواية المشهورين بالحديث والعلم».[1]
- قال عبد الله المامقاني: «من مشايخ ابن قولويه وقد صرح (رحمه الله) في أوّل كامل الزيارات بوثاقه مشايخه وحيث إنّه من العدالة والوثاقة مسلم الكل ولذلك يجب عدّ المعنون ثقة جليلًا».[2]
- وقال علي النماري: «لم يذكروه وهو من أجلّة مشائخ ابن قولويه. ترحم عليه ووثّق مشائخه في أول كتابه».[3]

## روايته
- روى عن: سلمة بن الخطاب، محمد بن موسى الهمداني وغيرهم.
- روى عنه: أبو القاسم جعفر بن محمد، ابن قولويه القمي وغيرهم.[4]